# Бутерброд с ветчиной

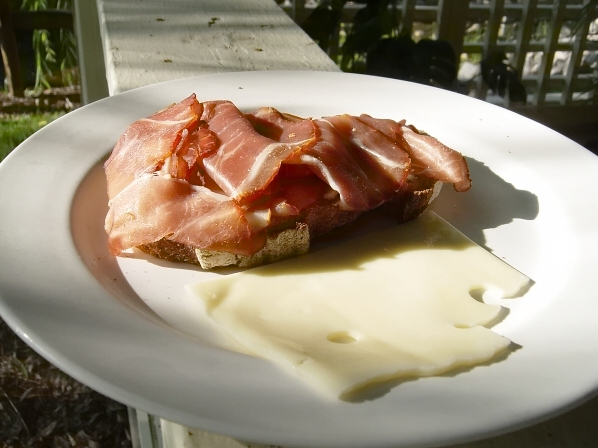
Бутерброд с вестфальской ветчиной, сервированный с ломтиком сыра

Бутерброд с ветчиной (нем. Schinkenbrot) — типичный немецкий бутерброд, часто встречается в меню немецких пивных и баров. Его готовят с различными сортами как хлеба, так и ветчины, но обычно это бутерброд с вяленой или сырокопчёной ветчиной на ломтике серого хлеба, смазанном сливочным маслом, сервированный со свежими или маринованными огурцами, помидорами и сыром. Если на бутерброд с ветчиной выложить поджаренное яйцо, получится «крепкий Макс».
В Германии бутерброд с ветчиной считается особенно сытным и питательным блюдом. Немцы часто едят бутерброды с ветчиной на ужин. В романе Клауса Манна о П. И. Чайковском «Патетическая симфония» барон Буксгевден готовит для Владимира, больного племянника композитора, бутерброд с ветчиной и уговаривает друга: «Съешь хоть половинку бутерброда, прошу тебя! Это твой долг перед дядей. Ты уже совсем жалко выглядишь!». Бутерброд с ветчиной дважды фигурировал в скетчах немецкого комика Лорио. Немецкая панк-группа Die Toten Hosen воспела бутерброд с ветчиной в песне 1983 года Eisgekühlter Bommerlunder.